# Норт Лу (Небраска)
Норт Лу (енгл. North Loup) град је у америчкој савезној држави Небраска.

## Демографија
По попису из 2010. године број становника је 297, што је 42 (-12,4%) становника мање него 2000. године.
| Група             | 2000.       | 2010.       |
| Белци             | 328 (96,8%) | 289 (97,3%) |
| Афроамериканци    | 0 (0,0%)    | 0 (0,0%)    |
| Азијати           | 0 (0,0%)    | 1 (0,3%)    |
| Хиспаноамериканци | 8 (2,4%)    | 3 (1,0%)    |
| Укупно            | 339         | 297         |